# Óscar Soria
Óscar Soria Gamarra (La Paz, 28 de diciembre de 1917 - íd., 14 de marzo de 1988) fue un escritor y guionista de cine boliviano.

## Biografía
De joven, Soria se reclutó en el colegio militar en 1929 y participó como cadete en la Guerra del Chaco.
A pesar de lo descrito y conocido previamente, Oscar jamás fue a la Guerra del Chaco. Para entonces, él sufría de lo que comúnmente se llamaba, "enfermedad del crecimiento", que lo dejó postrado en cama con dolores durante bastante tiempo. Quien efectivamente fue a la Guerra del Chaco fue su hermano dos años mayor, Guillermo. 
En 1954, su obra, El Saldo, que abordaba la temática minera, ganó un premio en el concurso Latinoamericano del cuento, organizado por el diario El Nacional de México.
Estuvo relacionado al grupo cinematográfico Ukamau de Jorge Sanjinés, con quien en 1955, Soria como guionísta y Sanjinés como director, obtuvieron el premio de Adminisión en el Festival de Edimburgo con la película Voces de la Tierra que también obtuvo la Mención de Honor en el Festival de S.O.D.R.E. de Montevideo, Uruguay.
La obra cinematográfica de Soria y Sanjinés obtuvo varios premios y reconocimientos internacionales con películas como Revolución y Ukamau.
Como escritor, Soria obtuvo también varios reconocimientos, con obras como Preces en el cerro, con la que fue galardonado en el concurso Cuentos de la Revolución en 1953. Seis veces la muerte, premio nacional de cuento de la Universidad Técnica de Oruro en 1966, Mis caminos, mis cielos, mi gente, cuento ganador del concurso Cincuentenario del periódico El Diario de La Paz. En 1973, publicó en Venezuela Sangre en San Juan obra traducida al alemán

## Su obra cinematográfica
Soria incursionó en el cine el año de 1953, cuando Jorge Ruiz y Augusto Roca realizan en Ecuador la primera filmación boliviana en un país extranjero: Los que nunca fueron, documental en color cuyo guion se basa en la adaptación de Luis Ramiro Beltrán del cuento del mismo nombre de Óscar Soria.
En 1954 Soria llega a ser el argumentista de coproducción de la productora Telecine fundada por Gonzalo Sánchez de Lozada conjuntamente la productora Bolivia Films. Con Telecine, Soria realiza varios proyectos, principalmente documentales, entre los que destaca Voces de la Tierra, documental en color dirigido por Jorge Ruiz de aproximadamente 10 minutos, trata acerca de la música folklórica y las danzas nativas de Bolivia  que en 1956 obtiene la Selección - Admisión en el XI Festival de Edimburgo, y en 1958 obtiene una mención en la categoría Etnográfica - Folklórica en el III Festival Internacional de Cine Experimental y Documental del S.O.D.R.E. en Montevideo Uruguay. 
En 1959 se une a Jorge Sanjinés con quien funda el grupo conocido después como Ukamau, nombre que adoptarían del primer largometraje exitoso del grupo. Con el grupo Ukamau, Soria realizó entre otras obras cinematográficas Ukamau (1966),Yawar Mallku (19690 y El Coraje Del Pueblo (1971), consideradas por algunos como las filmaciones más importantes del cine boliviano.
Luego, Soria con el realizador Antonio Eguino filma Pueblo Chico (1974), Chuquiago (1977), Mi socio (1982) de Paolo Agazzi, colaborando también en los largometrajes Amargo Mar (1984) de Eguino  y Los Hermanos Cartagena (1985), también de Agazzi.